# Озаринецький район
Озарине́цький райо́н — колишній район Могилівської округи.

## Історія
Утворений 7 березня 1923 з частин Озаринецької, Кукавської, Вендичанської, Біляно-Шаргородської і Броницької волостей з центром в Озаринцях у складі Могилівської округи Подільської губернії.
Ліквідований 3 червня 1925:
- селища Вендичани, Кричанівка та Сліди передані до складу Лучинецького району;
- селища Борщовці, Озаринці, Конева, Садова, Костуліне, Сказинці та Воєводчинці передані до складу Могилівського району;
- селища Ломозів, Нижчий Ольчадаїв, Мала Кукавка, Велика Кукавка, Серебринці та Ізраїлівка передані до складу Яришівського району.